# Enciclopèdia en línia
Una  enciclopèdia en línia  és un dels projectes d'enciclopèdia emmagatzemada en gran base de dades d'informació útil, accessible a través de la World Wide Web. La idea de construir una enciclopèdia lliure ús d'Internet es remunta com a mínim en la proposta de 1993 Interpedia, sinó que va ser planejat com una enciclopèdia en Internet perquè tothom pot contribuir materials. El projecte no va sortir de la fase de planificació i va ser aconseguit per l'explosió de la World Wide Web, l'aparició dels motors de cerca d'alta qualitat, i la conversió del material existent.
A diferència d'un programari educatiu, la pàgina web rep la base de dades mitjançant un navegador web on l'actualitza. La base de dades es fa servir per mitjà de la digitalització d'una informació. En el cas de les velles enciclopèdies impreses, per exemple, aquestes ajuden a millorar la lectura o extreure el seu contingut per ser citades.

## Història
El gener de 1995, el Projecte Gutenberg va començar a publicar el text ASCII de l'Enciclopèdia Britànica, l'11a edició (1911), però els desacords sobre els mètodes va detenir el treball després del primer volum. Per raons de marques això ha estat publicats a l'Enciclopèdia Gutenberg. El 2002, text ASCII dels 28 volums es va publicar en http://1911encyclopedia.org/per una altra font, una reclamació de copyright s'ha afegit als materials, però probablement no té validesa jurídica. Projecte Gutenberg ha reiniciat el treball de digitalització i revisió aquesta enciclopèdia, al juny de 2005 no havia estat publicat encara. Mentrestant, en vista de la competència de rivals com Encarta, l'última Britannica va ser digitalitzada pels seus editors, i venut per primera vegada com un CD-ROM i més tard com un servei en línia. Altres projectes de digitalització han fet progressos en altres títols. Un exemple és Easton's Bible Dictionary (1897) digitalitzat per la Biblioteca de Clàssics Cristians de Ethereal.